# راديو ميرتشي
راديو ميرتشي هو شبكة وطنية لمحطات راديو إذاعة إف إم الخاصة في الهند، تملكها شبكة الهند المحدودة للترفيه (Entertainment Network India Limited)، التي تعد إحدى فروع مجموعة تايمز (The Times Group). وميرتشي باللغة الهندية هو الفلفل الأحمر، حيث يعد شعار راديو ميرتشي هو «انها ساخنة!».

## جوائز
وتنظم محطة راديو ميرتشي حفل جوائز ميرشي الموسيقية السنوية لتكريم المغنين المتميزين في الموسيقى التصويرية لأفلام بوليوود،وقد منحت لأول مرة في عام 2008.